# Remus Tudor
Remus Tudor (* 17. März 1993 in Brașov) ist ein ehemaliger rumänischer Skispringer.

## Werdegang
Remus Tudor startete am 28. und 29. Juli 2007 zum ersten Mal im Rahmen von zwei Wettbewerben in Bischofshofen im FIS-Cup, wo er die Plätze 56 und 62 belegte. Nach weiteren Starts im FIS-Cup debütierte Tudor am 2. und 3. Februar 2008 in Zakopane im Continental Cup, wo er mit den Plätzen 81 und 83 zweimal den letzten Platz belegte. Im Oktober 2008 startete er darüber hinaus zum ersten Mal im Alpencup. In den folgenden Jahren startete er überwiegend in FIS-, Alpen- und Continental-Cup-Wettbewerben. Die einzige Top-30-Platzierung seiner Karriere im Continental-Cup erreichte er dabei am 9. Januar 2009 bei einem Wettbewerb in Sapporo.
Von 2009 bis 2013 startete er zudem bei den Nordischen Junioren-Skiweltmeisterschaften, wobei er zweimal, 2011 in Otepää und 2013 in Liberec, mit den Plätzen 20 und 19 auch Top-30-Platzierungen erreichte.
Zu einem Debüt im Skisprung-Weltcup kam es nie, nachdem er dreimal, je einmal in den Jahren 2009, 2011 und 2013, in der Qualifikation scheiterte.
Bei den rumänischen Meisterschaften 2011 und 2012 in Râșnov gewann Tudor mindestens drei Goldmedaillen und eine Silbermedaille.
Seine letzten Wettbewerbsteilnahmen bestritt er im Februar 2014 im Rahmen des FIS-Cups in Râșnov.

## Erfolge
- Rumänischen Meisterschaften: min. drei Goldmedaillen und eine Silbermedaille in den Jahren 2011 und 2012

### Continental-Cup-Platzierungen
| Saison  | Platz | Punkte |
| ------- | ----- | ------ |
| 2008/09 | 162.  | 002    |